# نهر الشجرة

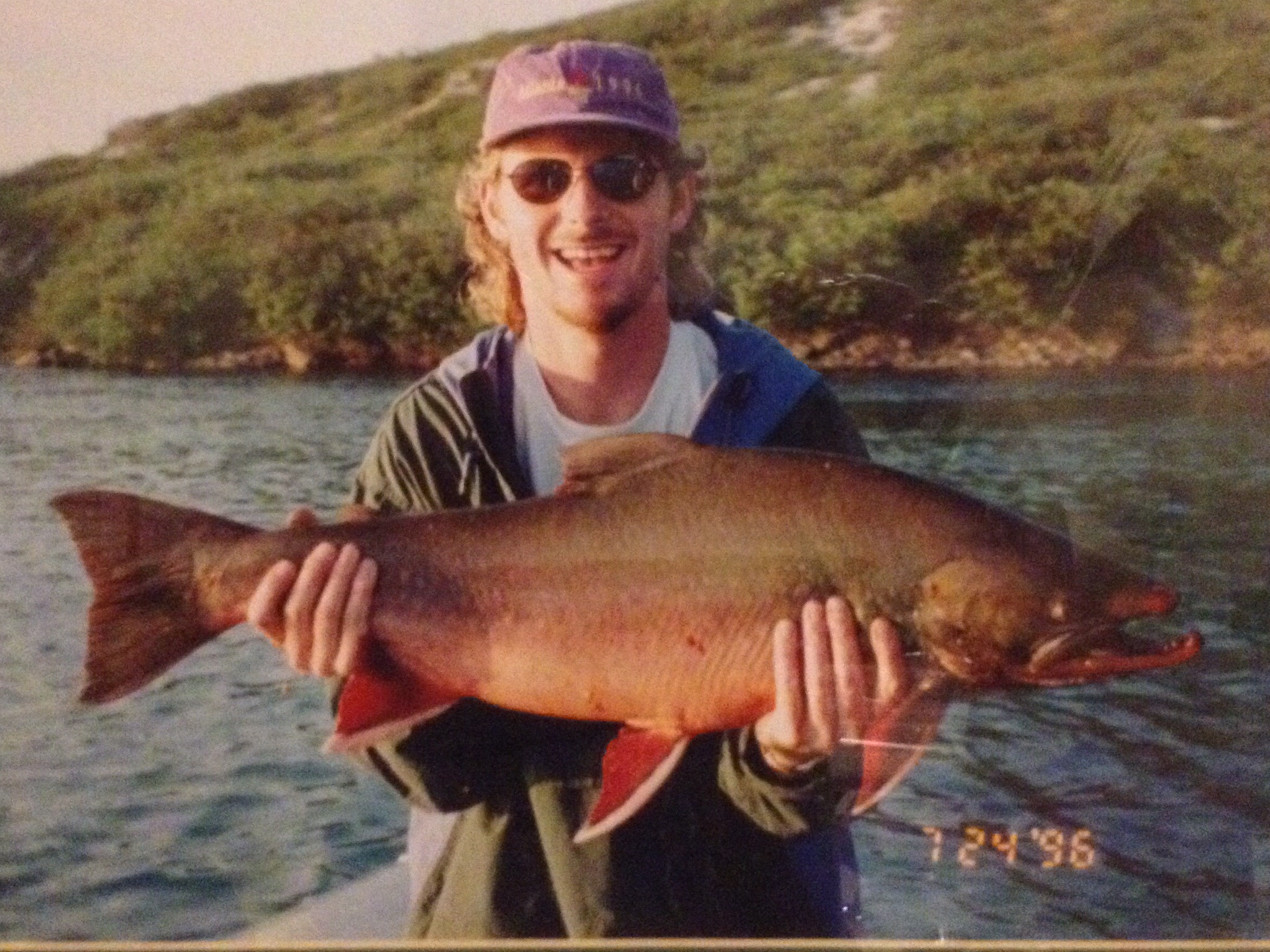
تم اصطياد القطب الشمالي تشار على نهر تري في يوليو 1996 بواسطة جون ماكاي

نهر الشجرة ( كاقلكشيلك ) هو نهر في نونافوت كندا يتدفق إلى خليج التتويج، أحد اجزاء المحيط المتجمد الشمالي التضاريس الجليدية مثل دلتا كام ، ممثله في منطقة نهر الشجرة.
كانت هذه المنطقة موطنا لأسلاف العديد من فرق الإنويت النحاسية، بما في ذلك كاقلكشيوقميت (المعروف أيضا باسم Utkusiksaligmiut )، الذين عاشوا على طول شواطئها البينغانغناكتوجميوت الذين عاشوا غرب النهر والبينغانغناكتوجميوت (المعروف أيضا باسم كيلينرميوت ) الذي عاش شرق نهر الشجرة.

## روابط خارجية
- صور هيئة المسح الجيولوجي لكندا :
  - مضيق شرق نهر تري
  - الطمي البحري لنهر الشجرة
  - المناظر الطبيعية الجليدية لنهر الشجرة في صخور متباينة
  - سدود نهر الشجرة